# Hector Cafferata
Hector Cafferata (4 de noviembre de 1929 - 12 de abril de 2016) fue un marine de los Estados Unidos que recibió la Medalla de Honor por sus acciones en la Batalla del embalse de Chosin durante la Guerra de Corea. En noviembre de 1950, Cafferata, soldado de primera clase, salvó a sus compañeros heridos arrojando una granada viva que había aterrizado en su trinchera, a costa de lesiones personales graves. 

## Biografía
Hector Cafferata nació el 4 de noviembre de 1929 en la ciudad de Nueva York, hijo del migrante Héctor A. Cafferata Miller, peruano, nacido en Chacas; y Helen Signey Montville. Su tío-abuelo Pedro Cafferata Battilana fue cónsul de Italia en Huaraz entre 1890 y 1900.
Asistió a la escuela primaria en Parsippany-Troy Hills, Nueva Jersey y se graduó en 1949 de Boonton High School en Boonton, Nueva Jersey. Comenzó como estudiante de segundo año en la escuela secundaria, jugó fútbol durante tres años, y después de graduarse, continuó como semi-profesional. En 1943, fue empleado por la Sun Dial Corporation de Caldwell, Nueva Jersey.

## Guerra de Corea
Cafferata se distinguió durante la Batalla del embalse de Chosin, sin ayuda de una fuerza enemiga del tamaño de un regimiento y "aniquilando a dos pelotones enemigos" después de que casi todo su equipo de bomberos había muerto o había resultado gravemente herido. Solo él y su compañero Marine Kenneth Benson pudieron resistir, y Benson fue cegado temporalmente después de que una granada explotó cerca de su rostro. Benson siguió recargando su rifle M-1, mientras que Cafferata, abrió fuego contra el enemigo sin su abrigo y sus botas, ninguno de los cuales pudo ser localizado en la oscuridad de la madrugada. La pelea comenzó temprano en la mañana y duró más de cinco horas.
"Durante el resto de la noche estuve apartando granadas de mano con una pala mientras les disparaba con el rifle. Debo haber golpeado una docena de granadas esa noche con mi herramienta. ¿Y sabes qué? Yo era el peor jugador de béisbol del mundo."
Cuando una granada viva cayó en la trinchera poco profunda ocupada por sus compañeros marines heridos, la agarró y la arrojó, salvando la vida de muchos, pero sufriendo heridas graves. Finalmente, fue herido de gravedad por un francotirador, pero fue rescatado por otros marines. 
Fue evacuado a Japón en diciembre de 1950. Cafferata regresó a los Estados Unidos en enero para recibir tratamiento en el Hospital Naval de los EE. UU., St. Albans, Nueva York. Fue colocado en la lista de jubilados médicos el 1 de septiembre de 1951.
El 24 de noviembre de 1952, el soldado de primera, Cafferata recibió la Medalla de Honor del presidente Harry S. Truman durante las ceremonias en la Casa Blanca.